# Oltár-kő-patak
Az Oltár-kő-patak a Börzsönyben ered, Pest vármegyében, mintegy 680 méteres tengerszint feletti magasságban. A patak forrásától kezdve nyugati irányban halad, majd eléri a Csarna-patakot.